# Ukrainische Snooker-Meisterschaft 2017
Die ukrainische Snooker-Meisterschaft 2017 war ein Snookerturnier, das vom 14. bis 16. Oktober 2017 im BK Weekend in der ukrainischen Hauptstadt Kiew stattfand.
Ukrainischer Meister wurde Artem Koschowyj. Der Poolbillard-Rekordmeister setzte sich im Finale gegen Wladyslaw Wyschnewskyj mit 4:2 durch. Den dritten Platz belegten Oleksandr Sacharow und der zwölfjährige Anton Kasakow. Titelverteidiger Serhij Issajenko und Vorjahresfinalist Andrij Senyk nahmen nicht teil. Marija Issajenko erreichte als beste der zwei teilnehmenden Frauen das Achtelfinale.

## Modus
Gegenüber dem Vorjahr reduzierte sich die Teilnehmerzahl um mehr als die Hälfte. Die 24 Teilnehmer wurden in acht Gruppen eingeteilt, in denen sie im Rundenturniermodus gegeneinander antraten. Die zwei Bestplatzierten jeder Gruppe qualifizierten sich für die Finalrunde, in der das Turnier im K.-o.-System fortgesetzt wurde. Während im Vorjahr zehn Spieler aus dem Ausland teilgenommen hatten, nahmen diesmal nur Ukrainer teil.

## Vorrunde

### Gruppe A
| Platz | Spieler                | G | V | Frames |
| ----- | ---------------------- | - | - | ------ |
| 1     | Wladyslaw Wyschnewskyj | 2 | 0 | 4:0    |
| 2     | Mochammed Al-Karmaly   | 1 | 1 | 2:3    |
| 3     | Murat Ilajew           | 0 | 2 | 1:4    |

| Spiel | Spieler 1              | Ergebnis | Spieler 2            |
| ----- | ---------------------- | -------- | -------------------- |
| 1     | Wladyslaw Wyschnewskyj | 02:02    | Mochammed Al-Karmaly |
| 2     | Wladyslaw Wyschnewskyj | 02:02    | Murat Ilajew         |
| 3     | Murat Ilajew           | 21:21    | Mochammed Al-Karmaly |

### Gruppe B
| Platz | Spieler        | G | V | Frames |
| ----- | -------------- | - | - | ------ |
| 1     | Mykyta Rudenko | 2 | 0 | 4:0    |
| 2     | Oleh Bassenko  | 1 | 1 | 2:2    |
| 3     | Serhij Kowal   | 0 | 2 | 0:4    |

| Spiel | Spieler 1      | Ergebnis | Spieler 2      |
| ----- | -------------- | -------- | -------------- |
| 1     | Oleh Bassenko  | 02:02    | Serhij Kowal   |
| 2     | Oleh Bassenko  | 20:20    | Mykyta Rudenko |
| 3     | Mykyta Rudenko | 02:02    | Serhij Kowal   |

### Gruppe C
| Platz | Spieler            | G | V | Frames |
| ----- | ------------------ | - | - | ------ |
| 1     | Sajid Butschajew   | 2 | 0 | 4:1    |
| 2     | Marija Issajenko   | 1 | 1 | 2:2    |
| 3     | Maksym Kondratenko | 0 | 2 | 1:4    |

| Spiel | Spieler 1          | Ergebnis | Spieler 2          |
| ----- | ------------------ | -------- | ------------------ |
| 1     | Marija Issajenko   | 20:20    | Sajid Butschajew   |
| 2     | Marija Issajenko   | 02:02    | Maksym Kondratenko |
| 3     | Maksym Kondratenko | 21:21    | Sajid Butschajew   |

### Gruppe D
| Platz | Spieler           | G | V | Frames |
| ----- | ----------------- | - | - | ------ |
| 1     | Anton Kasakow     | 2 | 0 | 4:1    |
| 2     | Borys Portjanskyj | 1 | 1 | 3:2    |
| 3     | Wadym Baklanow    | 0 | 2 | 0:4    |

| Spiel | Spieler 1         | Ergebnis | Spieler 2      |
| ----- | ----------------- | -------- | -------------- |
| 1     | Borys Portjanskyj | 02:02    | Wadym Baklanow |
| 2     | Borys Portjanskyj | 21:21    | Anton Kasakow  |
| 3     | Anton Kasakow     | 02:02    | Wadym Baklanow |

### Gruppe E
| Platz | Spieler               | G | V | Frames |
| ----- | --------------------- | - | - | ------ |
| 1     | Witalij Pazura        | 2 | 0 | 4:0    |
| 2     | Wjatscheslaw Skworzow | 1 | 1 | 2:2    |
| 3     | Illja Sterpul         | 0 | 2 | 0:4    |

| Spiel | Spieler 1      | Ergebnis | Spieler 2             |
| ----- | -------------- | -------- | --------------------- |
| 1     | Witalij Pazura | 02:02    | Wjatscheslaw Skworzow |
| 2     | Witalij Pazura | 02:02    | Illja Sterpul         |
| 3     | Illja Sterpul  | 20:20    | Wjatscheslaw Skworzow |

### Gruppe F
| Platz | Spieler                   | G | V | Frames |
| ----- | ------------------------- | - | - | ------ |
| 1     | Artem Koschowyj           | 2 | 0 | 4:0    |
| 2     | Samir Ibrahim             | 1 | 1 | 2:2    |
| 3     | Anastassija Suchorutschko | 0 | 2 | 0:4    |

| Spiel | Spieler 1                 | Ergebnis | Spieler 2                 |
| ----- | ------------------------- | -------- | ------------------------- |
| 1     | Artem Koschowyj           | 02:02    | Samir Ibrahim             |
| 2     | Artem Koschowyj           | 02:02    | Anastassija Suchorutschko |
| 3     | Anastassija Suchorutschko | 20:20    | Samir Ibrahim             |

### Gruppe G
| Platz | Spieler                | G | V | Frames |
| ----- | ---------------------- | - | - | ------ |
| 1     | Oleksandr Sacharow     | 2 | 0 | 4:1    |
| 2     | Maksym Kolischuk       | 1 | 1 | 3:2    |
| 3     | Wolodymyr Krawtschenko | 0 | 2 | 0:4    |

| Spiel | Spieler 1              | Ergebnis | Spieler 2              |
| ----- | ---------------------- | -------- | ---------------------- |
| 1     | Maksym Kolischuk       | 21:21    | Oleksandr Sacharow     |
| 2     | Maksym Kolischuk       | 02:02    | Wolodymyr Krawtschenko |
| 3     | Wolodymyr Krawtschenko | 20:20    | Oleksandr Sacharow     |

### Gruppe H
| Platz | Spieler                 | G | V | Frames |
| ----- | ----------------------- | - | - | ------ |
| 1     | Walerij Kowtun          | 2 | 0 | 4:1    |
| 2     | Nasar Beram             | 1 | 1 | 3:3    |
| 3     | Oleksandr Synjakewytsch | 0 | 2 | 1:4    |

| Spiel | Spieler 1      | Ergebnis | Spieler 2               |
| ----- | -------------- | -------- | ----------------------- |
| 1     | Walerij Kowtun | 12:12    | Nasar Beram             |
| 2     | Nasar Beram    | 12:12    | Oleksandr Synjakewytsch |
| 3     | Walerij Kowtun | 02:02    | Oleksandr Synjakewytsch |

## Finalrunde
|  | Achtelfinale           | Achtelfinale |                        |                    | Viertelfinale      | Viertelfinale |  |  | Halbfinale | Halbfinale |  |  | Finale | Finale |
|  |                        |              |                        |                    |                    |               |  |  |            |            |  |  |        |        |
|  |                        |              |                        |                    |                    |               |  |  |            |            |  |  |        |        |
|  | Wladyslaw Wyschnewskyj | 3            |                        |                    |                    |               |  |  |            |            |  |  |        |        |
|  | Maksym Kolischuk       | 0            |                        |                    |                    |               |  |  |            |            |  |  |        |        |
|  | Maksym Kolischuk       | 0            | Wladyslaw Wyschnewskyj | 3                  |                    |               |  |  |            |            |  |  |        |        |
|  |                        |              | Wladyslaw Wyschnewskyj | 3                  |                    |               |  |  |            |            |  |  |        |        |
|  |                        |              |                        |                    | Oleh Bassenko      | 0             |  |  |            |            |  |  |        |        |
|  | Oleh Bassenko          | 3            |                        |                    | Oleh Bassenko      | 0             |  |  |            |            |  |  |        |        |
|  | Oleh Bassenko          | 3            |                        |                    |                    |               |  |  |            |            |  |  |        |        |
|  | Walerij Kowtun         | 0            |                        |                    |                    |               |  |  |            |            |  |  |        |        |
|  | Walerij Kowtun         | 0            | Wladyslaw Wyschnewskyj | 3                  |                    |               |  |  |            |            |  |  |        |        |
|  |                        |              | Wladyslaw Wyschnewskyj | 3                  |                    |               |  |  |            |            |  |  |        |        |
|  |                        |              |                        | Anton Kasakow      | 0                  |               |  |  |            |            |  |  |        |        |
|  | Anton Kasakow          | 3            |                        | Anton Kasakow      | 0                  |               |  |  |            |            |  |  |        |        |
|  | Anton Kasakow          | 3            |                        |                    |                    |               |  |  |            |            |  |  |        |        |
|  | Samir Ibrahim          | 0            |                        |                    |                    |               |  |  |            |            |  |  |        |        |
|  | Samir Ibrahim          | 0            | Anton Kasakow          | 3                  |                    |               |  |  |            |            |  |  |        |        |
|  |                        |              | Anton Kasakow          | 3                  |                    |               |  |  |            |            |  |  |        |        |
|  |                        |              |                        |                    | Witalij Pazura     | 1             |  |  |            |            |  |  |        |        |
|  | Marija Issajenko       | 2            |                        |                    | Witalij Pazura     | 1             |  |  |            |            |  |  |        |        |
|  | Marija Issajenko       | 2            |                        |                    |                    |               |  |  |            |            |  |  |        |        |
|  | Witalij Pazura         | 3            |                        |                    |                    |               |  |  |            |            |  |  |        |        |
|  | Witalij Pazura         | 3            | Wladyslaw Wyschnewskyj | 2                  |                    |               |  |  |            |            |  |  |        |        |
|  |                        |              | Wladyslaw Wyschnewskyj | 2                  |                    |               |  |  |            |            |  |  |        |        |
|  |                        |              |                        | Artem Koschowyj    | 4                  |               |  |  |            |            |  |  |        |        |
|  | Sajid Butschajew       | 1            |                        | Artem Koschowyj    | 4                  |               |  |  |            |            |  |  |        |        |
|  | Sajid Butschajew       | 1            |                        |                    |                    |               |  |  |            |            |  |  |        |        |
|  | Nasar Beram            | 3            |                        |                    |                    |               |  |  |            |            |  |  |        |        |
|  | Nasar Beram            | 3            | Nasar Beram            | 0                  |                    |               |  |  |            |            |  |  |        |        |
|  |                        |              | Nasar Beram            | 0                  |                    |               |  |  |            |            |  |  |        |        |
|  |                        |              |                        |                    | Artem Koschowyj    | 3             |  |  |            |            |  |  |        |        |
|  | Wjatscheslaw Skworzow  | 1            |                        |                    | Artem Koschowyj    | 3             |  |  |            |            |  |  |        |        |
|  | Wjatscheslaw Skworzow  | 1            |                        |                    |                    |               |  |  |            |            |  |  |        |        |
|  | Artem Koschowyj        | 3            |                        |                    |                    |               |  |  |            |            |  |  |        |        |
|  | Artem Koschowyj        | 3            | Artem Koschowyj        | 3                  |                    |               |  |  |            |            |  |  |        |        |
|  |                        |              | Artem Koschowyj        | 3                  |                    |               |  |  |            |            |  |  |        |        |
|  |                        |              |                        | Oleksandr Sacharow | 1                  |               |  |  |            |            |  |  |        |        |
|  | Mykyta Rudenko         | 3            |                        | Oleksandr Sacharow | 1                  |               |  |  |            |            |  |  |        |        |
|  | Mykyta Rudenko         | 3            |                        |                    |                    |               |  |  |            |            |  |  |        |        |
|  | Mochammed Al-Karmaly   | 0            |                        |                    |                    |               |  |  |            |            |  |  |        |        |
|  | Mochammed Al-Karmaly   | 0            | Mykyta Rudenko         | 2                  |                    |               |  |  |            |            |  |  |        |        |
|  |                        |              | Mykyta Rudenko         | 2                  |                    |               |  |  |            |            |  |  |        |        |
|  |                        |              |                        |                    | Oleksandr Sacharow | 3             |  |  |            |            |  |  |        |        |
|  | Borys Portjanskyj      | 0            |                        |                    | Oleksandr Sacharow | 3             |  |  |            |            |  |  |        |        |
|  | Borys Portjanskyj      | 0            |                        |                    |                    |               |  |  |            |            |  |  |        |        |
|  | Oleksandr Sacharow     | 3            |                        |                    |                    |               |  |  |            |            |  |  |        |        |

## Finale
Im Finale traf der 19-jährige Wladyslaw Wyschnewskyj auf den neun Jahre älteren Artem Koschowyj. Während Koschowyj, der hauptsächlich im Poolbillard aktiv ist, in dem er ukrainischer Rekordmeister und Vizeeuropameister war, zuvor nur zweimal an der Snooker-Meisterschaft teilgenommen hatte und nicht über das Viertelfinale hinausgekommen war, war Wyschnewskyj zweimal ukrainischer Meister im 6-Red-Snooker geworden und hatte bei der Snooker-Meisterschaft 2014 das Halbfinale erreicht. Beide Finalisten waren ohne Niederlage durch das Turnier gelangt, Wyschnewskyj auch ohne Frameverlust.
Koschowyj ging zunächst zweimal in Führung, wobei Wyschnewskyj jeweils direkt ausglich und im vierten Frame mit 57 Punkten das höchste Break des Spiels erzielte. Anschließend sicherte sich Koschowyj die beiden folgenden Frames und wurde somit erstmals ukrainischer Meister.
| Finale: Best of 7 Frames BK Weekend, Kiew, Ukraine, 16. Oktober 2017 |                |                 |
| Wladyslaw Wyschnewskyj                                               | 2:4            | Artem Koschowyj |
| 40:65, 85:1, 9:62, 77:1 (57), 2:69, 43:56                            |                |                 |
| 57                                                                   | Höchstes Break | –               |
| –                                                                    | Century-Breaks | –               |
| 1                                                                    | 50+-Breaks     | –               |